# Universidade Federal do Recôncavo da Bahia
A Universidade Federal do Recôncavo da Bahia (UFRB) é uma universidade pública brasileira sediada na cidade de Cruz das Almas, com campi em Amargosa, Cachoeira, Feira de Santana, Santo Amaro e Santo Antônio de Jesus, municípios baianos. Sua administração central localiza-se no antigo campus da Escola de Agronomia da Universidade Federal da Bahia (UFBA), sendo a segunda universidade federal instituída no Estado da Bahia. É uma instituição pública autárquica vinculada ao Ministério da Educação (MEC) e influi atividades de ensino, pesquisa e extensão em várias áreas do conhecimento.
É a segunda universidade federal com sede na Bahia, levando-se em consideração que a Universidade Federal do Vale do São Francisco (UNIVASF), não obstante tenha campus em Juazeiro, tem a sua sede na cidade de Petrolina, em Pernambuco.
É afiliada a organizações de alcance mundial, como a Associação das Universidades de Língua Portuguesa (AULP), e nacional, como a Rede Nacional de Extensão (RENEX).
A UFRB tem sede na sub-região do Recôncavo baiano, e campi em outras cidades desta sub-região baiana, Feira de Santana é o único município com campus da UFRB fora do recôncavo, sendo este município pertencente ao Portal do Sertão.

## História
A Universidade Federal do Recôncavo da Bahia UFRB foi criada pela Lei 11.151 de 29 de julho de 2005, tendo sido inaugurada pelo presidente Lula no ano posterior. Sua administração central localiza-se em Cruz das Almas, no local que antes era a Escola de Agronomia da UFBA, porém a UFRB está presente em várias outras cidades do Recôncavo da Bahia. Juntamente com o campus que se iniciou a UFRB, entraram em funcionamento os campi de Cachoeira, Santo Antônio de Jesus e Amargosa. Em setembro de 2013, foram inaugurados os campi nas cidades de Santo Amaro e Feira de Santana.

### História da AGRUFBA
No dia 1 de novembro de 1859, Dom Pedro II criou o Imperial Instituto Bahiano de Agricultura (IIBA) no município de São Francisco do Conde. Posteriormente, em 15 de fevereiro de 1877, foi instituída a Imperial Escola Agrícola da Bahia (IEAB) vinculada ao IIBA, sendo essa a antecessora da sede da UFRB. No ano de 1905, a IEAB transforma-se no Instituto Agrícola da Bahia, sendo então administrada pelo Governo do Estado da Bahia, instituindo a Escola Média Teórica e Prática de Agricultura em 1911 e voltando a oferecer curso superior em 1920. Em 1931, a Escola Agrícola da Bahia é transferida para Salvador e em 1943 é transferida novamente para Cruz das Almas denominada como Escola Agronômica da Bahia, passando a fazer parte da UFBA em 1968 com o nome de Escola de Agronomia da Universidade Federal da Bahia (AGRUFBA).

### Reitores e vice-reitores

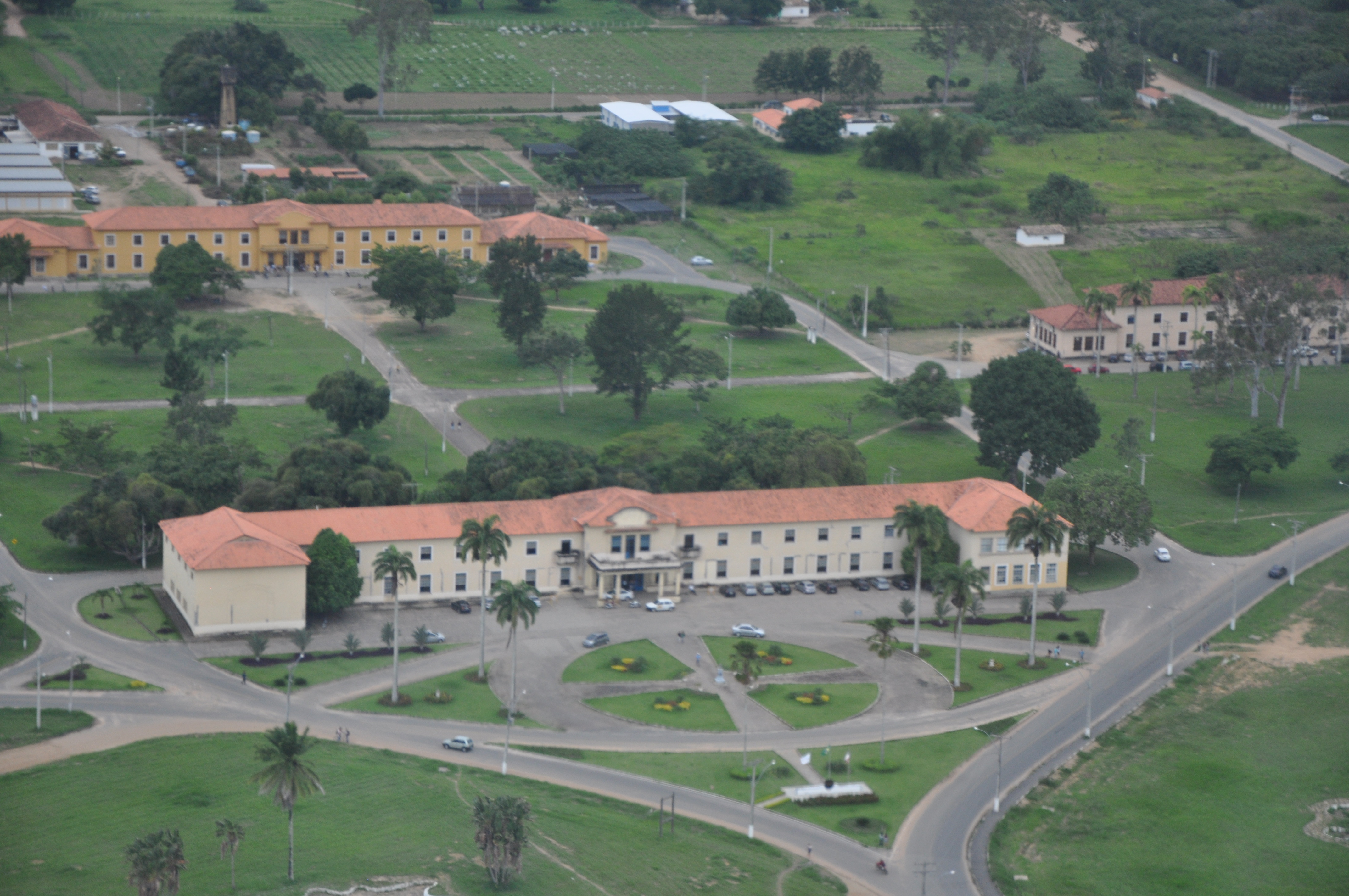
Prédio da Reitoria, no campus de Cruz das Almas

| Período     | Reitor                                     | Vice-reitor                      |
| 2006 a 2007 | Paulo Gabriel Soledade Nacif (pro tempore) | –                                |
| 2007 a 2011 | Paulo Gabriel Soledade Nacif               | Sílvio Luiz de Oliveira Soglia   |
| 2011 a 2015 | Paulo Gabriel Soledade Nacif               | Sílvio Luiz de Oliveira Soglia   |
| 2015 a 2019 | Sílvio Luiz de Oliveira Soglia             | Georgina Gonçalves dos Santos    |
| 2019 a 2023 | Fábio Josué Souza dos Santos               | José Pereira Mascarenhas Bisneto |
| 2023 a 2027 | Georgina Gonçalves dos Santos              | Fábio Josué Souza dos Santos     |

## Cursos oferecidos regularmente

Mapa da Bahia com os municípios com campi existentes (verde escuro) e futuros (verde claro)

A UFRB oferece regularmente 32 cursos de graduação divididos em cinco áreas, sendo dezenove bacharelados, nove licenciaturas e quatro cursos de tecnologia, disponibilizando anualmente 2 160 vagas para o ingresso no nível superior. O Exame Nacional do Ensino Médio (ENEM) é a única forma de seleção de alunos para esses cursos, não possuindo nenhuma outra fase de vestibular.
Apresentam-se dois cursos do tipo interdisciplinar entre o total de bacharelados, Saúde e Ciências Exatas e Tecnológicas. Essa especificidade de bacharelado fornece uma formação generalizada em determinada área para posteriormente, a critério de escolha do aluno, prosseguir em algum curso vinculado mais específico ou não. O aluno adquire o diploma superior mesmo que não escolha outro curso ao final do primeiro ciclo.
Além dos cursos de graduação, a Universidade dispõe de dois doutorados, sete mestrados acadêmicos, dois mestrados profissionais e vários cursos de especialização lato sensu distribuídos por todos os centros de ensino.

### Localização das unidades
| Unidade                                                                 | Campus                 |
| ----------------------------------------------------------------------- | ---------------------- |
| Centro de Ciências Exatas e Tecnológicas (CETEC)                        | Cruz das Almas         |
| Centro de Ciências Agrárias, Ambientais e Biológicas (CCAAB)            | Cruz das Almas         |
| Centro de Artes, Humanidades e Letras (CAHL)                            | Cachoeira              |
| Centro de Cultura, Linguagens e Tecnologias Aplicadas (CECULT)          | Santo Amaro            |
| Centro de Ciências da Saúde (CCS)                                       | Santo Antônio de Jesus |
| Centro de Ciência e Tecnologia em Energia e Sustentatibilidade (CETENS) | Feira de Santana       |
| Centro de Formação de Professores (CFP)                                 | Amargosa               |

## Pessoas notáveis

### Doutoreshonoris causapela UFRB
A UFRB concedeu o título de doutor honoris causa para os seguintes laureados:
| Doutor honoris causa        | Data da concessão      | Ato administrativo            | Fonte         |
| Dona Dalva do Samba de Roda | 31 de outubro de 2012  | Resolução CONSUNI nº 003/2012 | [ 14 ] [ 15 ] |
| Paulo Klinger Tito Jacomine | 27 de maio de 2016     | Resolução CONSUNI nº 001/2016 | [ 16 ] [ 17 ] |
| Luiz Inácio Lula da Silva   | 11 de agosto de 2017   | Resolução CONSUNI nº 002/2017 | [ 18 ]        |
| Márcio Meirelles            | 22 de março de 2019    | Resolução CONSUNI nº 005/2019 | [ 19 ] [ 20 ] |
| Ricardina Pereira da Silva  | 8 de dezembro de 2020  | Resolução CONSUNI nº 005/2020 | [ 21 ] [ 22 ] |
| Mateus Aleluia              | 23 de dezembro de 2021 | Resolução CONSUNI nº 008/2021 | [ 23 ] [ 24 ] |
| Kabengele Munanga           | 8 de setembro de 2022  | Resolução CONSUNI nº 015/2022 | [ 25 ]        |